# 托拜厄斯·弗诺

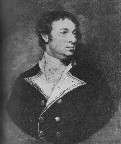
托拜厄斯·弗诺

托拜厄斯·弗诺（英語：Tobias Furneaux，1735年8月21日—1781年9月18日），英国航海家，出生於普利茅斯。早年曾參與塞穆爾·瓦利斯環繞世界的航程，亦参加了詹姆斯·库克的第二次远征。晚年曾参加美国独立战争。澳大利亚弗诺群岛即以他的名字命名。